# 凱庫巴德一世

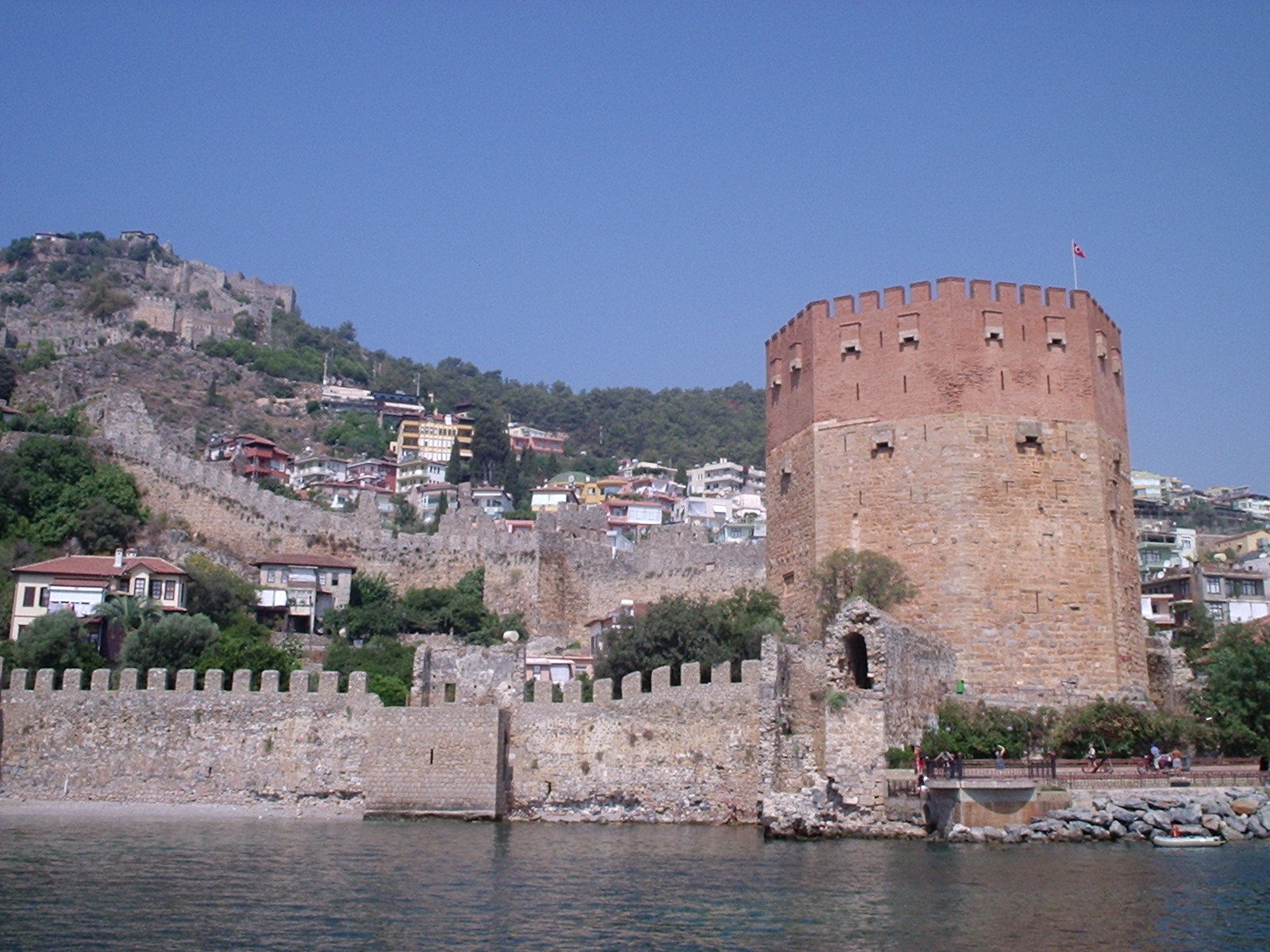
凱庫巴德一世在1221年至1226年間於阿拉尼亞建造的克孜勒庫萊（紅塔）。

阿拉丁·凱庫巴德一世（阿拉伯語、波斯語：علا الدين كيقباد بن كيكاوس、Alā al-Dīn Kayqubād bin Kaykā'ūs；土耳其語：Alâeddin Keykubad，1188年－1237年）是魯姆蘇丹國蘇丹，在1220年至1237年間在位。他向鄰國侵略來擴張蘇丹國的疆域，特別是門居切克酋長國及阿尤布王朝，又奪取卡隆奧羅什港口，以其名改為阿萊耶（Ala'iyya），將塞爾柱的勢力擴張至地中海。他又侵襲黑海港口蘇達克（Sudak），置克里米亞南部於土耳其人控制之下。凱庫巴德一世有時被稱為「偉大的凱庫巴德」，他那豐富的建築遺產及在任時璀璨的宮廷文化仍被世人被銘記。
凱庫巴德一世的統治標誌著塞爾柱在安那托利亞的力量及影響力達到巔峰。凱庫巴德一世被認為是王朝最傑出的君主。十三世紀中蒙古人入侵以後，安那托利亞的人民回顧他的統治時常稱之為黃金時代，安纳托利亚侯国的統治者在血統上尋找與凱庫巴德一世有關的蛛絲馬跡，希望能藉以提高威信。

## 生平
凱庫巴德一世是蘇丹凱霍斯魯一世的次子，凱霍斯魯一世將馬利克（君主）的名號賜予凱庫巴德一世，又將安那托利亞中部的重鎮托卡特（Tokat）交給他管治。1211年阿拉謝希爾戰役後，凱霍斯魯一世去世，凱庫巴德一世與長兄凱考斯一世爭奪王位。凱庫巴德一世得到西利西亞亞美尼亞王國國王利奧一世、其叔伯圖格里沙阿及埃爾祖魯姆獨立統治者的支持。大部分擁有土地的權勢貴族則支持凱考斯一世。凱庫巴德一世被迫流亡到安卡拉，向卡斯塔莫努（Kastamonu）的土庫曼部族求助。不久後，他被凱考斯一世逮捕及囚禁在安那托利亞西部。
凱考斯一世出乎意料地在1219年逝世（有說1220年），凱庫巴德一世被釋放並繼任蘇丹國的王位。
對外政策方面，西利西亞亞美尼亞王國衰退，成為蘇丹國的附庸。凱庫巴德一世將土庫曼人安頓在托魯斯山脈的邊緣，那裡在後來被稱為伊切爾。十三世紀末，這些土庫曼人成立了卡拉曼侯國（Karamanoğlu）。
凱庫巴德一世亦注意到蒙古人在邊界逐漸活躍，於是加強東面的防衛，他在1237年早逝。
在1227至1228年，凱庫巴德一世進軍安那托利亞東部，被蒙古人擊敗的花剌子模蘇丹札蘭丁亦逃到這裡，造成政局不穩。凱庫巴德一世擊敗了阿爾圖格、阿尤布，吞併門居切克酋長國，攻佔希慎曼蘇爾、卡塔（Kahta）及切米什蓋澤克（Çemişgezek），又壓制了特拉布宗帝國的變節，但未能攻克其首都，只能迫使科穆寧家族重申附庸的地位。
凱庫巴德一世原本企圖與札蘭丁組成聯盟應對蒙古的威脅，聯盟最終沒有落實，札蘭丁反而奪取了重要要塞阿赫拉特（Ahlat）。凱庫巴德一世在1230年在錫瓦斯與埃爾津詹之間的地區擊敗札蘭丁，並進一步東進，控制埃爾祖魯姆、阿赫拉特及凡湖地區（以往屬於阿尤布）。迪亞巴克爾（Diyarbekir）的阿爾圖格王朝及敍利亞的阿尤布王朝都承認蘇丹國為宗主國。凱庫巴德一世又佔領了為數不少的格魯吉亞要塞，格魯吉亞女皇為了求和而嫁其女居爾居·哈頓予凱庫巴德一世的兒子凱霍斯魯二世。

## 家庭
凱庫巴德一世育有三名兒子：伊茲丁、魯肯丁及長子凱霍斯魯二世。凱庫巴德一世向其臣民保證伊茲丁將會繼其位，但諸侯卻更支持較有才幹的凱霍斯魯二世。由於沒有清晰的繼任人，導致凱庫巴德一世死後發生了黨派紛爭。

## 建築遺產
凱庫巴德一世在安那托利亞發起大規模的建築計劃。除了重建城鎮及要塞外，他還建造了許多清真寺、學校、商隊驛站、橋樑及醫院，當中許多都能保存至今。他又建造了了科尼亞皇宮、貝伊謝希爾湖（Lake Beyşehir）岸邊的庫巴達巴德宮（Kubadabad Palace）及開塞利附近的庫巴達巴德迪葉宮（Keykubadiye Palace）。

## 註腳
1. ↑  E. J. van Donzel. . BRILL. 1994年: 第200頁  [2009-09-05]. ISBN 9004097384. （原始内容存档于2012-03-07） （英语）.
2. ↑  Rashīd al-Dīn Ṭabīb、Wheeler McIntosh Thackston. . Harvard University, Dept. of Near Eastern Languages and Civilizations. 1999年: 第271頁 （英语）.
3. ↑  Franklin Lewis. . Oneworld. 2000年: 第79頁 （英语）.
4. ↑  Claude Cahen. . Sidgwick & Jackson. 1968年: 第124頁 （英语）.
5. ↑  Huberta von Voss. . Berghahn Books. 2007年: 第315頁. ISBN 1845452577 （英语）.
6. 1 2  Peter Malcolm Holt、Ann K. S. Lambton、Bernard Lewis. . 第1冊. Cambridge University Press. 1977年: 第247頁  [2009-09-06]. ISBN 0521291356. （原始内容存档于2012-03-07） （英语）.
7. ↑  The Cambridge history of Islam，第248頁
8. ↑  Tom Shanley. . Tom Shanley. : 第233頁  [2009-09-06]. ISBN 0615259294. （原始内容存档于2012-03-07） （英语）.
9. ↑  . 第28冊. Encyclopaedia Britannica. 1994年: 第944頁. ISBN 085229591X （英语）.
10. ↑  The Cambridge history of Islam，第247-248頁
11. ↑  Pre-Ottoman Turkey: a general survey of the material and spiritual culture and history, c. 1071-1330，第133頁

| 前任： 凱考斯一世 | 魯姆蘇丹國蘇丹 1220年–1237年 | 繼任： 凱霍斯魯二世 |